# Samuel Goldwyn jr.
Samuel Goldwyn jr. (Los Angeles, 7 september 1926 – aldaar, 9 januari 2015) was een Amerikaans filmproducent.

## Biografie
Goldwyn jr. werd geboren als zoon van Samuel Goldwyn en Frances Howard. Nadat hij gediend had voor de Verenigde Staten in de Tweede Wereldoorlog, werkte hij als producent en richtte hij de filmstudios The Samuel Goldwyn Company en Samuel Goldwyn Films op. Hij produceerde onder meer The Proud Rebel (1958), The Adventures of Huckleberry Finn (1960) en recenter Master and Commander: The Far Side of the World (2003) en The Secret Life of Walter Mitty (2013).
Goldwyn jr. was gehuwd met actrice Jennifer Howard (1925-1993). Ze kregen vier kinderen, van wie de bekendste Tony Goldwyn is. Later hertrouwde hij met Peggy Elliot, met wie hij 2 kinderen kreeg. Hij huwde daarna nog een derde keer. Hij overleed begin 2015 op 88-jarige leeftijd.